# معهد ماكس بلانك للفيزياء الفلكية

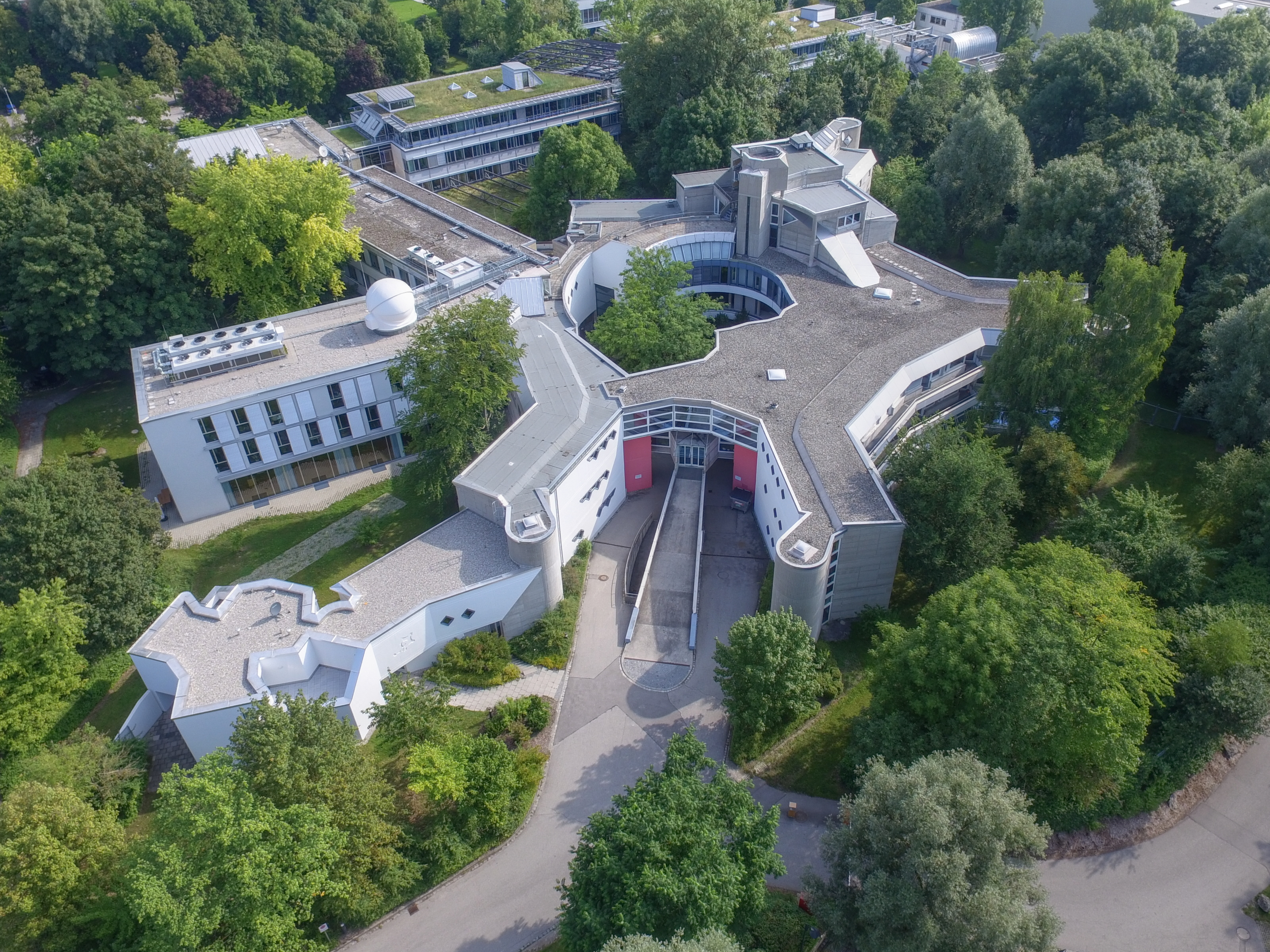
معهد ماكس بلانك للفيزياء الفلكية

معهد ماكس بلانك للفيزياء الفلكية (بالألمانية: Max-Planck-Institut für Astrophysik) هو معهد أبحاث يقع في مدينة غارشينغ، الواقعة إلى الشمال من مدينة ميونخ بولاية بافاريا الألمانية. وهو واحد من أكثر من ثمانين معهدًا بحثيًا تتبع جمعية ماكس بلانك.
أُسس معهد ماكس بلانك للفيزياء الفلكية سنة 1958، تحت اسم "معهد ماكس بلانك للفيزياء والفيزياء الفلكية"، ثم انقسم المعهد في سنة 1991 إلى معهدين، أحدهما للفيزياء والآخر للفيزياء الفلكية. وفي سنة 1995، انتقلت مجموعة النسبية الرقمية إلى معهد ماكس بلانك لفيزياء الجاذبية.
يعد معهد ماكس بلانك للفيزياء الفلكية اليوم واحدًا من أكبر المؤسسات العلمية المتخصصة في أبحاث الفيزياء الفلكية النظرية في العالم. وقد نشرت جمعية ماكس بلانك بأكملها ـ وفقًا لتقرير تومسون رويترز عددًا من الأبحاث العلمية في مجال الفيزياء وعلوم الفضاء أكثر مما نشرته أي منظمة بحثية في العالم أجمع في الفترة من 1999 إلى 2009.

## وصلات خارجية
- الموقع الرسمي للمعهد (بالألمانية)

```
(بالإنجليزية)
```